# Powiat Templin

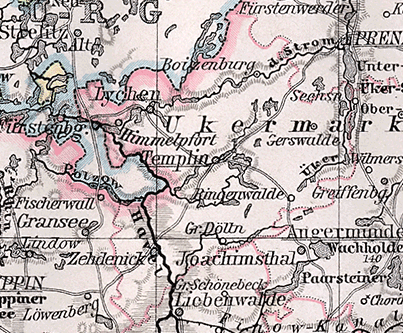
Mapa powiatu w 1905

Powiat Templin (niem. Landkreis Templin, Kreis Templin) – dawny powiat w Królestwie Prus, w prowincji prowincji Brandenburgia, w rejencji poczdamskiej. Istniał w latach 1818–1952. Siedzibą władz powiatu było miasto Templin. Teren dawnego powiatu leży obecnie w kraju związkowym Brandenburgia w powiatach Uckermark oraz Oberhavel.
1 stycznia 1945 na terenie powiatu znajdowały się:
- trzy miasta: Lychen, Templin oraz Zehdenick
- 82 inne gminy
- trzy majątki junkierskie.